# Glaciar Sarpo Laggo
O Glaciar Sarpo Laggo é um glaciar da região de Sinquião, na República Popular da China, na cordilheira Caracórum. Fica a norte da cordilheira Baltoro Muztagh e é acessível a partir do glaciar Baltoro do lado do Paquistão pelo passo de montanha Velho Muztagh a nordeste das Torres Trango. 